# Berat (prefectuur)
Berat (Albanees: Qarku i Beratit) is een van de twaalf prefecturen van Albanië. Het is onderverdeeld in de districten Berat, Kuçovë, en Skrapar. De hoofdstad is Berat. De prefectuur heeft 140.964 inwoners (2011). Berat, in het Albanees ook wel Berati genoemd, is bergachtig. Er wonen 36.467 mensen in de hoofdstad Berat. Deze is zelf al meer dan 2000 jaar oud. Tijdens het einde van de Tweede Wereldoorlog was het korte tijd de hoofdstad van Albanië.

## Bevolking
Op 1 januari 2020 telde Berat 122.003 inwoners, een aantal dat de afgelopen decennia langzaam maar geleidelijk afgenomen is. In 1989, voor de val van het communisme, telde Berat nog 222.901 inwoners. Het geboorteoverschot in Berat is positief, maar vanwege de massale emigratie van jongvolwassenen naar steden en het buitenland, heeft de prefectuur te kampen met een intensieve bevolkingskrimp. 
| Bevolking | 222.901 | 193.020 | 146.648 | 122.003 |

Er is een proces van vergrijzing en ontgroening gaande. In 2016 was 18,38 % van de bevolking jonger dan 15 jaar; 68,47 % viel in de beroepsgeschikte bevolking en 13,16 % was 65 jaar of ouder. 
Het vruchtbaarheidscijfer was 1,59 kinderen per vrouw, hetgeen iets hoger is dan het landelijke gemiddelde van 1,54 kinderen per vrouw.

#### Religie
De islam is de grootste religie in Berat. De soennitische moslims vormen 50,18 procent van de bevolking, terwijl een grote minderheid van 8,23 procent tot het bektashisme behoort. De bektashi vormen een meerderheid in de volgende deelgemeenten: Leshnjë (±88%), Gjerbës (±87%), Zhepë (±85%), Qendër Skrapar (±75%), Çepan (±67%), Potom (±60%) en Bogovë (±55%). 
Er is bovendien een christelijke minderheid bestaande uit 12.616 gelovigen. Zij behoren voornamelijk tot de Albanees-Orthodoxe Kerk (10.624 personen, oftewel 7,48 procent). Daarnaast wonen er atheïsten en mensen zonder specifieke levensovertuiging in Berat.
| Religieuze samenstelling per 2011 | Religieuze samenstelling per 2011 | Religieuze samenstelling per 2011 |
| --------------------------------- | --------------------------------- | --------------------------------- |
| Religie                           | Aantal                            | Procent                           |
| Soennisme                         | 71.226                            | 50,18                             |
| Bektashisme                       | 11.681                            | 8,23                              |
| ISLAM                             | 82.907                            | 58,41                             |
| Katholieke Kerk                   | 1.631                             | 1,15                              |
| Albanees-Orthodoxe Kerk           | 10.624                            | 7,48                              |
| Evangelisme                       | 71                                | 0,05                              |
| Overige kerkgenootschappen        | 290                               | 0,20                              |
| CHRISTENDOM                       | 12.616                            | 8,88                              |
| Overig                            | 11.981                            | 8,44                              |
| Atheïsme                          | 4.855                             | 3,42                              |
| Geen antwoord / onbekend          | 29.585                            | 20,84                             |
| Berat (totaal)                    | 141.944                           | 100,00                            |

## Bestuurlijke indeling
De prefectuur is ingedeeld in vijf steden (bashkia) na de gemeentelijke herinrichting van 2015: 
Berat • Kuçovë • Poliçan • Skrapar • Ura Vajgurore.
Berat · Dibër · Durrës · Elbasan · Fier · Gjirokastër · Korçë · Kukës · Lezhë · Shkodër · Tirana · Vlorë

Deelgemeenten · Gemeenten · Prefecturen